# Palau dels Camarasa
El Palau dels Camarasa és una obra de Montgai (Noguera) inclosa a l'Inventari del Patrimoni Arquitectònic de Catalunya.

## Descripció
Antic palau dels senyors de Camarasa, de tipus senyorial construït tot amb carreus de pedra. Actualment està absolutament mutilat, ja que se'n va enderrocar una part important en adequar-lo per a corral d'aviram, per tant la planta originària no es conserva. Una de les finestres de l'única façana que en queda té un ampit motllurat.

## Història
El poble de Montgai va ser incorporat a la batllia reial de Camarasa.